# Ali Abdullah Saleh
Ali Abdullah Saleh (Arabisch: علي عبد الله صالح, ʿAlī ʿAbdullāh Ṣāliḥ) (Bait Al Ahmar, 21 maart 1942 – Sanaa, 4 december 2017) was een Jemenitisch staatsman. Hij was president van Jemen van 1990 tot 2011 (de facto tot 2012) en was daarvoor van 1978 tot 1990 leider van Noord-Jemen.

## Levensloop
In 1958 trad Saleh toe tot het Jemenitisch leger. Hij was betrokken bij de voorbereiding en uitvoering van de coup tegen de koning van Jemen in 1962. In 1963 werd hij bevorderd tot tweede luitenant. Hij volgde daarna een opleiding aan een militaire academie. Voor 1978 was hij militair gouverneur van het gouvernement (provincie) Taiz. In juni 1978 werd hij vicevoorzitter van de Republikeinse Raad van Noord-Jemen en een maand later voorzitter (staatshoofd) van de Republikeinse Raad van Noord-Jemen en opperbevelhebber van de strijdkrachten. In 1982 werd hij tevens secretaris-generaal van de politieke organisatie het Algemene Volkscongres (MSA).
President Saleh zocht toenadering tot de Zuid-Jemenitische president Haider Abu Bakr al-Attas en op 22 mei 1990 werden Noord- en Zuid-Jemen samengevoegd tot de Arabische Republiek Jemen, met Saleh als president en Al-Attas als premier. Daags daarvoor was hij bevorderd tot generaal.
De socialisten van Al-Attas' YSP, waarvan een deel in mei 1994 de Democratische Volksrepubliek Zuid-Jemen had uitgeroepen, werden in juli van dat jaar verslagen. Veel van hen waren daarvoor al overgelopen naar de noordelijke coalitie.
In oktober 1994, 1998, 2002 en 2006 werd Saleh als president herkozen.

### Volksopstand en onderhandelingen over aftreden
Nadat eerder in Tunesië (Jasmijnrevolutie) en Egypte (Egyptische Revolutie) een volksoproer een wisseling van de macht had veroorzaakt, kwam het in januari 2011 ook tot massale demonstraties in Jemen, tegen het autoritaire bewind van Ali Abdullah Saleh. In een reactie op verdere voorgenomen protesten in zijn land maakte Saleh bekend dat hij in 2013 niet herkiesbaar was en hij de macht niet zou overdragen op zijn zoon. Saleh maakte echter nog geen aanstalten om de macht over te dragen en trad hard op tegen demonstranten, onder andere in Sanaa en Aden. Op 20 maart 2011 stuurde Saleh zijn gehele regeringsploeg naar huis in een poging de onrust te bezweren. Eerder al hadden drie ministers zelf ontslag genomen uit protest tegen de bloedige onderdrukking van de volksopstand. Op 21 maart 2011 liepen generaals, diplomaten en gouverneurs over naar de demonstranten, wat het regime van Saleh nog verder aan het wankelen bracht.
Op 23 april 2011 maakte Saleh bekend akkoord te gaan met het voorstel van de Golfsamenwerkingsraad (GCC) om binnen 30 dagen af te treden in ruil voor immuniteit voor hemzelf en zijn familie. De oppositie nam hier echter geen genoegen mee en demonstreerde door. Op 30 april bleek dat Saleh de bijbehorende overeenkomst weigerde te ondertekenen omdat hij vond dat hij dat moest doen als leider van zijn politieke partij, niet als de president. Ook daarna bleef hij voorwaarden stellen en weigerde hij opnieuw te ondertekenen. Toen hij op 22 mei de laatste geplande ondertekening weigerde, gaven de diplomaten van de GCC hun pogingen op. Saleh waarschuwde voor een burgeroorlog als de oppositie "koppig" bleef.
Op 4 juni 2011 raakte Saleh ernstig gewond bij een granaataanslag op de moskee van zijn presidentieel paleis; naar verluidt was 40% van zijn lichaam bedekt met brandwonden. Hij vertrok daarop naar de Saoedische hoofdstad Riyad voor medische behandeling. Opstandelingen vierden zijn vertrek als een overwinning. Op 7 augustus maakte een officiële Saudische bron bekend dat Saleh uit het ziekenhuis was ontslagen. Wel zou hij voor verder herstel in Riyad moeten blijven.
Op 23 november 2011 trad Saleh af, na maanden van onrust en opstanden. Saleh ging na de ondertekening naar New York voor een medische behandeling, direct nadat hij de macht overdroeg. Dat zei VN-topman Ban Ki-moon diezelfde dag. In werkelijkheid trad Saleh af op 27 februari 2012 en werd Al-Hadi de nieuwe president van Jemen.
Toen Houthi-rebellen in november 2014 de hoofdstad Sanaa hadden ingenomen, kondigden de Verenigde Naties sancties af tegen Saleh, zoals bevriezing van buitenlandse tegoeden en een reisverbod. Hij werd ervan beschuldigd, met de rebellen samen te spannen om zelf weer aan de macht te komen. Troepen die trouw waren gebleven aan Saleh, vochten in de volgende jaren samen met de Houthi's tegen de naar Saudi-Arabië uitgeweken regering en gaven de opstand zo een nationaal karakter.
Begin december 2017 verklaarde Saleh zich bereid tot onderhandelingen met Saudi-Arabië, waarna de Houthi's slaags raakten met zijn troepen. Op 4 december 2017 werd Saleh op de vlucht gedood door Houthi's.